# 6号美国国道
6号美国国道（英語：U.S. Route 6）是一条东西方向的美国国道。该公路连接了马萨诸塞州普罗文斯镇和加利福尼亚州毕晓普，全长3198.87英里。